# Kateryna Sassa
Kateryna Sassa (ukr. Катерина Саса; ur. 19 października 1990) – ukraińska zapaśniczka walcząca w stylu wolnym. Ósma w Pucharze Świata w 2014 roku.